# ريكاردو سانشيز موخيكا
ريكاردو سانشيز موخيكا (مواليد 1983) سياسي فنزويلي وزعيم طلابي سابق. تم انتخابه كمشرع بديل لماريا كورينا ماتشادو في الانتخابات البرلمانية الفنزويلية لعام 2010 ممثلاً العهد الجديد. في نوفمبر 2012 كان سانشيز واحدًا من ثلاثة نواب معارضين بدلاء انفصلوا عن تحالف المعارضة ميسا دي لا يونيداد ديموقراطية، متهمًا قيادته بالتصرف بطريقة «مسيئة» و«تعسفية». تم انتخاب سانشيز رئيسًا لاتحاد الجامعات المركزية في الجامعة المركزية في فنزويلا في عام 2007 وأعيد انتخابه في عام 2008، وكان أحد أبرز قادة الطلاب خلال احتجاجات عام 2007 ضد الفشل في تجديد رخصة إذاعة آر سي تي في، والاستفتاء الدستوري الفنزويلي 2007. في عام 2008 تم تسمية سانشيز من قبل المجلس الاقتصادي والاجتماعي للأمم المتحدة كسفير للشباب لتعزيز السلام في الأمريكتين.
عانى سانشيز من عدة هجمات من قبل مجهولين، بما في ذلك عبوة حارقة ألقيت على سيارته في عام 2006، واعتداء في عام 2009.